# Episodi di Ned - Scuola di sopravvivenza (terza stagione)
La terza e ultima stagione della serie televisiva Ned - Scuola di sopravvivenza è andata in onda negli Stati Uniti dal 24 settembre 2006 all'8 giugno 2007 sul canale satellitare Nickelodeon
In Italia è stata trasmessa dal 1º dicembre 2007 al 21 marzo 2008 su Italia 1.
| n° | Titolo originale                                                     | Titolo italiano                                                                    | Prima TV USA      | Prima TV Italia  |
| -- | -------------------------------------------------------------------- | ---------------------------------------------------------------------------------- | ----------------- | ---------------- |
| 1  | Guide to The New Grade and Dodgeball                                 | Guida al nuovo anno e al dodgeball                                                 | 24 settembre 2006 | 1º dicembre 2007 |
| 2  | Guide to Reading and Principals                                      | Guida alla lettura e ai presidi                                                    | 1º ottobre 2006   |                  |
| 3  | Guide to Halloween & Vampires, Ghosts, Werewolves and Zombies        | Guida ad halloween e ai vampiri, fantasmi, licantropi e zombi                      | 15 ottobre 2006   |                  |
| 4  | Guide to Popularity and Stress                                       | Guida alla popolarità e allo stress                                                | 22 ottobre 2006   |                  |
| 5  | Guide to Art Class and Lost and Found                                | Guida alla classe di arte e agli oggetti smarriti                                  | 29 ottobre 2006   |                  |
| 6  | Guide to Social Studies and Embarrassment                            | Guida agli studi sociali e all'imbarazzo                                           | 5 novembre 2006   |                  |
| 7  | Guide to The Bus and Bad Hair Days                                   | Guida all'autobus e al diavolo per capello                                         | 12 novembre 2006  | 29 febbraio 2008 |
| 8  | Guide to Dismissal and The School Play                               | Guida al ritorno a casa e alla recita scolastica                                   | 26 novembre 2006  | 3 marzo 2008     |
| 9  | Guide to Revenge and School Records                                  | Guida alla vendetta e ai record scolastici                                         | 15 gennaio 2007   | 4 marzo 2008     |
| 10 | Guide to Hallways and Friends Moving                                 | Guida ai corridoi e alla partenza degli amici                                      | 27 gennaio 2007   | 5 marzo 2008     |
| 11 | Guide to Boys and Girls                                              | Guida ai ragazzi e alle ragazze                                                    | 3 febbraio 2007   | 6 marzo 2008     |
| 12 | Guide to Cellphones and Woodshop                                     | Guida ai cellulari e alla falegnameria                                             | 10 febbraio 2007  | 7 marzo 2008     |
| 13 | Guide to The Library and Volunteering                                | Guida alla biblioteca e al volontariato                                            | 17 febbraio 2007  | 10 marzo 2008    |
| 14 | Guide to Getting Organized and Extra Credit                          | Guida all'organizzazione e ai crediti extra                                        | 24 febbraio 2007  | 11 marzo 2008    |
| 15 | Guide to Fundraising and Competition                                 | Guida alla raccolta fondi e alla competizione                                      | 10 marzo 2007     | 12 marzo 2008    |
| 16 | Guide to Making New Friends and Positives and Negatives              | Guida al farsi nuovi amici e al positivo-negativo                                  | 7 aprile 2007     | 13 marzo 2008    |
| 17 | Guide to Money and Parties                                           | Guida al denaro e ai party                                                         | 7 aprile 2007     | 14 marzo 2008    |
| 18 | Guide to: Spring Fever and School Newspaper                          | Guida alla febbre di primavera e al giornale della scuola                          | 5 maggio 2007     | 17 marzo 2008    |
| 19 | Guide to: Health and Jealousy                                        | Guida alla salute e alla gelosia                                                   | 12 maggio 2007    | 18 marzo 2008    |
| 20 | Guide To: Tests and When You Like Someone Who Is Seeing Someone Else | Guida alle verifiche e a quando ti piace una persona che si vede con qualcun altro | 2 giugno 2007     | 19 marzo 2008    |
| 21 | Guide To: Permission Slips, Field Trips, Signs and Weasels           | Guida a gite, permessi, segni e donnole                                            | 8 giugno 2007     | 20 marzo 2008    |
| 22 | Guide To: Permission Slips, Field Trips, Signs and Weasels           | Guida a gite, permessi, segni e donnole                                            | 8 giugno 2007     | 21 marzo 2008    |

## Guida al nuovo anno ed al dodgeball
- Titolo originale: Guide to The New Grade and Dodgeball
- Diretto da: Savage Steve Holland
- Scritto da: Scott Fellows e Eddie Guzelian

### Trama
Ned è appena tornato a scuola, e per lui e per i suoi coetanei sta per iniziare la terza media. I suoi compagni presentano cambiamenti: Cookie si è tolto l'apparecchio, mentre Lisa ha stravolto il suo look, dopo che ha superato la sua allergia, diventando una ragazza attraente; inoltre arriva una nuova insegnante di inglese. Parlando con Moze, Ned afferma che si tratterà del miglior anno della sua vita, ma nel dirlo sferra involontariamente un pugno a Billy Loomer, che viene messo al tappeto. Per questo motivo, tutti a scuola cominciano a temerlo, considerandolo un bullo, tanto che Suzie comincerà a stare alla larga da lui. Ned cerca in ogni modo di rimediare, ma finisce per peggiorare ancora di più la sua situazione, tirando per sbaglio schiaffi ai suoi amici. Grazie all'aiuto di Moze che tira un pugno a Ned, il ragazzo trova la soluzione al suo problema facendo sembrare che Billy lo abbia picchiato: dopo che gli studenti della scuola vedono l'accaduto, egli viene punito e torna ad essere considerato come il bullo della scuola, mentre Suzie si scusa con Ned per averlo trattato male durante quella giornata. Intanto Moze conosce la nuova insegnante d'inglese con la quale inizialmente è in conflitto, ma ben presto la situazione si risolve.
In una giornata assai piovosa, Ned e Cookie arrivano a scuola sono accolti da alcuni compagni di classe, terrorizzati dall'idea di fare ginnastica in palestra: quando piove infatti la Dirga fa giocare tutti a dodgeball, e la squadra di Billy sin da subito si dà da fare per disintegrare la squadra avversaria. Ned chiede allora a Moze, la miglior giocatrice di dodgeball della scuola, di far parte della sua squadra, ma lei afferma di non voler più giocare a quello sport, dopo aver colpito in faccia Testa di Cocco l'anno precedente, facendogli sanguinare il naso e facendogli perdere ben due denti. Intanto Cookie, tormentato da Billy per la sfida di dodgeball, nella mensa della scuola, prende un pallone lanciatogli e colpisce Crony. Così Billy propone a Cookie di entrare a far parte della sua squadra, ed il giovane accetta. Nella partita di dodgeball la squadra di Billy continua a dominare la sfida, grazie anche all'abilità di Cookie, e Ned passa il tempo a supplicare Moze di riprendere in mano il gioco, ma la ragazza non vuol sentir ragione. Quando Testa di Cocco viene colpito e viene eliminato, comincia a perdere sangue dal naso, e sputa dalla bocca due denti bianchi. Moze lo guarda esterrefatta, stupendosi del fatto che non senta dolore. Il ragazzo le spiega che soffre di epistassi, mentre quei due denti in realtà sono delle gomme da masticare. Moze capisce quindi che non gli aveva mai fatto nulla di male, per cui ritorna in campo, dopo che Cookie si era fatto eliminare, pensando a tutto il tempo passato con Ned. Moze quindi colpisce, con un colpo, i tre bulli della squadra di Billy, e la loro squadra vince.

## Guida alla lettura e ai presidi
- Titolo originale: Guide to Reading and Principals
- Diretto da: Jonathan Judge
- Scritto da: Frank Berin e Lazar Saric

### Trama
iTeacher ha assegnato agli alunni della scuola il compito di fare un resoconto orale in classe di un libro a loro scelta. Ned se ne è però dimenticato e decide di correre ai ripari con Prosciutto e uova verdi del Dr. Seuss, ma la professoressa non lo accetta, costringendolo a trovarne un altro. Intanto Cookie viene alla conoscenza di un club di lettura fondato da Moze e seguito da alcune ragazze come Missy e Lisa. Egli vorrebbe iscriversi, ma l'amica gli nega la possibilità visto che lui è interessato esclusivamente alle femmine. Simon prova in tutti in modi ad entrare nel club, proponendo anche il libro Quattro amiche e un paio di jeans di Ann Brashares, che viene accettato dalle ragazze, ma Moze lo sbatte fuori. Quest'ultima cerca di leggere e intavolare il discorso su un romanzo, ma le altre sono interessate solo al gossip. Ned va in biblioteca dove trova Gordy: venuto a conoscenza del compito, il bidello consegna al ragazzo il suo libro, Bidello di giorno, ladro di opere d'arte internazionale di notte, e gli riassume la storia: sembra tutto filare liscio, ma iTeacher pone una domanda fuori dal contesto e capisce che Ned non ha letto il libro; stupito, il ragazzo scopre che la tesi di laurea della professoressa era incentrata sui bidelli nella letteratura e quindi che aveva letto il romanzo. Allora iTeacher chiede a Missy di dare a Ned il libro che porta con sé e gli dà l'ultima possibilità di svolgere il compito, pena l'insufficienza. Quando il ragazzo scopre da Moze, cacciata nel frattempo dal suo gruppo per far posto a Cookie, che il libro di cui stanno "discutendo" è lo stesso che sta leggendo, ascolta di nascosto quello che Missy sta raccontando, pensando che stia parlando del romanzo. Ma quando in classe riporta tutto quello che ha sentito, inconsciamente rivela i segreti di alcuni ragazzi e ragazze della classe. Ned è costretto a fuggire dai suoi compagni arrabbiati e alla fine ammette ad iTeacher di avere difficoltà nella lettura dei libri: la professoressa decide così di dargli dei consigli.
Il preside Pal decide di andare in pensione e di lasciare il suo incarico. Crubbs vuole prendere il suo posto a tutti i costi e decide di usare qualunque stratagemma per allontanare i candidati dalla scuola ed essere l'unico che si presenti al colloquio, minacciando anche Ned, Moze e Cookie. Per evitare che avvenga tutto ciò Ned e Simon cercano di convincere gli altri professori di candidarsi, ma spaventati da una futura ripicca da parte del vicepreside e dall'atteggiamento minaccioso nei confronti degli insegnanti, nessuno decide di accettare l'invito dei ragazzi; intanto Moze, assieme a Gordy, cercano di far cambiare idea a Pal sul pensionamento, cercando di fargli vedere di come sia tranquilla e felice la vita nella scuola, cosa non vera.

## Guida al farsi nuovi amici e al positivo-negativo
- Titolo originale: Guide to Making New Friends and Positives and Negatives
- Diretto da: Savage Steve Holland
- Scritto da: Scott Fellows e Rick Groel

### Trama
Moze incita Ned e Cookie a fare amicizia con Faymen ma a quest'ultimo non piace Ned. Il ragazzo cerca di trovare un modo per dimostrare che Faymen non è perfetto e cerca di farlo screditare ma senza successo. Moze invece cerca di trovare un'amica da portare dall'estetista visto che ha un buono da 75$ da usare che scade il giorno stesso. Ned le consiglia di uscire con qualcuno che lei non sopporta visto che prima di diventare amica di Suzie la odiava, quindi decide di invitare Missy che accetta. Cookie intanto fa amicizia con la donnola e la nasconde nel suo armadietto e la addomestica. Gordy scopre che Cookie nasconde la donnola e vuole portarla in Paraguay, ma il ragazzo cerca di impedirglielo cercando di dimostrargli che la donnola può diventare la mascotte della scuola ed è addomesticata ma, quando apre la gabbia dove è rinchiusa, assale Gordy che, durante il combattimento con la donnola. urta Missy facendole male e impedendole così di uscire con Moze. Ned scopre alla fine che Faymen non è perfetto e scopre anche che hanno molte cose in comune come il fatto che sono entrambi dei bugiardi. Alla fine Ned e Cookie decidono di travestirsi da ragazze così da permettere a Moze di andare dall'estetista usando il buono.
Sweeney spiega l'elettricità statica e Loomer la sfrutta per far prendere la scossa a Cookie. Nella classe di algebra di Ned arriva un nuovo studente Mark Downer, un ragazzo pessimista che rende tristi chi gli sta attorno. Ned cerca in tutti i modi di far ridere Mark ma senza successo, prima tentando personalmente, poi con Martin. Moze cerca di creare un'atmosfera romantica per il bacio con Faymen visto che la prima volta non è stato entusiasmante facendosi aiutare dalla prof. Xavier. Cookie cerca di vendicarsi con Loomer ma senza successo allora decide di farsi aiutare da Sweeney. Ned non capisce come mai Mark non cambia umore perché crede che gli opposti dovrebbero attrarsi ma la prof. Xavier gli fa capire che per diventare positivi ci vogliono due persone negative così Ned fa incontrare Sarah (altra ragazza pessimista) con Mark così da diventare positivi. Moze, nonostante l'atmosfera creata, non riesce a dare il bacio perfetto a Faymen e si arrende. Cookie prova il piano che Sweeney gli ha proposta: vestirsi con un abito di gomma per non prendere la scossa e rimandarla al mittente e alla fine tutti sono positivi.

## Guida alla febbre di primavera e al giornale della scuola
- Titolo originale: Guide to: Spring Fever and School Newspaper
- Diretto da: David Kendall
- Scritto da: Lazar Saric e Ron Holsey

### Trama
Ormai alla scuola James K. Polk si sente l'arrivo della primavera e tutti vorrebbero uscire fuori ma, per ordine del vicepreside Crubbs, sono costretti a rimanere nelle classi. Ned prova comunque vari modi per uscire dalla scuola, e nel contempo di evitare Missy che vuole baciarlo. Moze invece evita di baciare Fayman facendo le pulizie di primavera perché inizia ad accorgersi di essere innamorata di Ned. Cookie finalmente può passare del tempo con Lisa ma sfortunatamente per colpa dei pollini lei ha di nuovo l′allergia, il naso tutto rosso e indossa vestiti anti-allergenici. Quando Cookie capisce, anche grazie al consiglio di Moze che gli dice di come non importa solamente l'aspetto esteriore, ormai è tardi e Lisa, tornata normale dopo che sua mamma le ha portato una nuova medicina contro l′allergia, è circondata subito da altri ragazzi al suono della campanella. Grazie al signor Sweeney e alla sua lezione di meteorologia, incoraggiato da Ned, i ragazzi escono da scuola e quando Moze sta per rivelare i veri sentimenti che prova per Ned, vede Missy baciarlo, e pensa che i due si siano messi insieme.
Dopo un anno passato con i pinguini ritorna il professor Monroe che decide subito di riattivare il giornalino della scuola. Ned si offre volontario, in realtà spinto da Cookie che si occupa dell'oroscopo e che usa a suo vantaggio, e da Moze, che invece pone ''domande scomode''. Con l'aiuto di Testa di Cocco e Seth Powers, pubblicano il primo numero: il consiglio scolastico per risparmiare aveva comprato frutta marcia e venti studenti si erano sentiti male dopo averla mangiata. Nel frattempo il vicepreside Crabbs presenta agli alunni il signor Burton, responsabile delle spese della scuola, alle prese con un progetto segreto, che pensa che il giornalino della scuola sia inutile. Un personaggio misterioso che si fa chiamare ''Lupo Nero'' aiuta Ned e Moze con le notizie, infatti scoprono che mancano ben ventimila dollari nel fondo spese per la manutenzione del soffitto della scuola che sta cadendo letteralmente a pezzi. Il signor Burton però non vuole notizie scandalistiche sul giornale, ma solo di poca importanza e minaccia i ragazzi di non pubblicare niente del genere, pena l'espulsione dalla scuola, e vuole che pubblichino la storia del nuovo criceto del professor Sweeney. Gli studenti che lavorano al giornale scoprono che ''Lupo Nero'' altri non è che il professor Monroe che li spinge comunque a pubblicare l'articolo. Per un errore di Seth però la foto del professore appare in prima pagina e rischia di essere licenziato. Fortunatamente il vicepreside scopre che il progetto segreto del signor Burton è una piscina nel suo giardino che costa esattamente ventimila dollari, i soldi che mancano nel fondo spese. Così il giornalino si può occupare di cose realmente importanti mentre Cookie, dopo che Evelyn dice che è lui è l'autore del brano, capisce che non si deve usare l'oroscopo per ingannare venendo inseguito dai propri compagni.

## Guida alla salute e alla gelosia
- Titolo originale: Guide to: Health and Jealousy
- Diretto da: Lazar Saric
- Scritto da: Rick Groel e Eddie Guzelian

### Trama
Ned ha un problema di prurito intimo imbarazzante, mentre Cookie ha continui sbalzi d'umore. Alla lezione d'igiene i ragazzi sono costretti a fare la respirazione bocca a bocca ad un fantoccio di nome Larry, che però non ha un bell'aspetto. Moze si rifiuta anche solo di toccarlo con le labbra e decide di lavarlo, in modo da renderlo più presentabile e chiede a Feymen la sua camicia per vestire il fantoccio. Cookie viene mandato dal signor Monroe, il quale capisce che il ragazzo ha sbalzi d'umore perché, avendo fatto tardi, non è riuscito a fare colazione ed influisce molto sul suo umore. Moze e Ned cercano di riportare Larry in classe ma Ned, in preda ai suoi pruriti, getta dalla finestra Larry e Cookie, vedendo un corpo cadere dalla finestra, pensa si tratti di Feymen in quanto indossa la sua camicia. Cookie allora pensa che Moze abbia gettato dalla finestra Feymen perché non sa baciare. Moze intanto manda in corto circuito Larry sciacquandogli la bocca col collutorio e insieme a Gordy e al signor Monroe decidono di sotterrarlo nell'aiuola della scuola, in modo che si pensi che qualcuno l'abbia rubato e la scuola possa comprarne uno nuovo. Cookie vede Moze, Gordy e il professore sotterrare il corpo e si scandalizza perché pensa che sia Feymen; alla fine però il malinteso si risolve. Inoltre Ned riesce a risolvere i suoi pruriti intimi spargendosi il corpo di borotalco.
Missy è gelosa di Ned e non permette a nessuno di avvicinarsi a lui. Cookie decide di far ingelosire Lisa. Ned chiede a Moze di far finta di stare insieme a lui così Missy lo lascia in pace. Moze però si accorge di provare realmente qualcosa per Ned ed è confusa. Seth si ingelosisce perché Moze è fidanzata con Feymen (dato che Seth si era fidanzato con un'altra sua compagna) e sfida quest'ultimo ad un duello. A questo duello si aggiunge poi anche Billy.
Quando Missy scopre che Ned e Moze stanno insieme, inizia ad osservarli perché è convinta che si lasceranno presto visto che le relazioni che nascono a scuola non durano a lungo. Moze per convincere Missy che lei e Ned stanno davvero insieme lo bacia e anche Ned capisce di provare qualcosa per l'amica. Missy dopo le 24 ore si convince del fatto che i due stanno insieme. Allora Ned e Moze decidono di rompere per finta, ma in quel momento Missy li ascolta e si riprende Ned. Gordy suggerisce a Cookie di usare un manichino vestito da donna con una voce registrata per far credere a Lisa che sia la ragazza di Cookie; Eveline crede che il fantoccio sia una ragazza vera e, in preda alla gelosia, si siede al suo posto e Cookie allora fa credere a Lisa che si è fidanzato con Eveline non ottenendo però quello che desiderava.
Moze è gelosa di Ned e Missy e si avventa su quest'ultima, che si spaventa e decide di lasciare per sempre in pace Ned. Mentre quest'ultimo e Moze si stanno abbracciando, Feymen, Seth e Billy che stavano ancora combattendo tra di loro, li vedono e si avventano su Ned.

## Guida alle verifiche e a quando ti piace qualcuno che esce con un altro
- Titolo originale: Guide To: Tests and When You Like Someone Who Is Seeing Someone Else
- Diretto da: Gary Stella
- Scritto da: Lazar Saric e Scott Fellows

### Trama
Ned ha tre verifiche importanti nello stesso giorno e deve ottenere un punteggio alto in letteratura, scienze e studi sociali per raggiungere la media della B. Moze sottopone di nascosto Ned ad un test di compatibilità confrontandolo con Feymen, in quanto è confusa tra chi dei due le piace di più. Traendo spunto, Cookie sottopone Eveline a un particolare test di compatibilità, pensando che lei lo sbagli così da convincerla a lasciarlo perdere, ma stranamente i due risultano completamente compatibili. Ned è in crisi per gli esami e si affida ai secchioni della scuola, il G.E.E.K. club, affinché lo aiutino a studiare e decide di trasformarsi nel contrario di se stesso, Den Ybgib. I secchioni lo trasformano completamente, anche nel modo di vestirsi, rendendolo un vero nerd. Moze, che intanto sta continuando di nascosto il test, rimane scioccata dal nuovo Ned che sbaglia tutte le risposte del test, in quanto troppo concentrato sul superamento delle verifiche, mentre Feymen risponde correttamente a tutte e risulta essere lui il ragazzo compatibile con lei. Quando finalmente Cookie si convince che Eveline è la ragazza adatta a lui, quest'ultima lo lascia per mettersi con Seth, col quale ha scoperto di avere molto in comune. Moze si rende conto che il test non può essere attendibile perché Ned è impegnato nello studio, ma poi quando lo vede si rende conto che è diventato davvero un secchione, così decide di fidanzarsi ufficialmente con Feymen che le regala una collana brasiliana. Ned supera tutte le verifiche e ottiene B in tutte le materie, ma poi scopre che Moze lo aveva sottoposto ad un test di compatibilità e di aver sbagliato tutte le risposte.
Ned capisce di provare qualcosa per Moze e si convince a dichiararsi, ma prima deve farla lasciare con Feymen. Ned chiede a Gordy di scoprire se anche lui piace a Moze, senza però rivelarle nulla riguardo ai suoi sentimenti. Moze dice a Gordy che Ned le piace, ma gli fa promettere di non raccontare niente a Ned. Cookie intanto toglie di mezzo i ragazzi che girano intorno a Lisa, in modo da poter passare del tempo solo con lei e li chiude in uno sgabuzzino. Feymen riceve la proposta di giocare nella nazionale giovanile del Brasile e quindi di tornare al suo paese e chiede a Moze di scegliere al suo posto, se rimanere o andare. Moze gli dice che ci penserà e gli darà la risposta alle due e mezza. Ned allora capisce di doversi dichiarare prima che Moze dia la risposta a Feymen, ma viene punto da un'ape al labbro e non riesce a parlare. L'infermiera gli somministra un antistaminico che però provoca sonnolenza e, mentre si sta per dichiarare a Moze, crolla addormentato e viene portato nuovamente in infermeria. Cookie si rende conto che Lisa è triste perché è stata abbandonata da tutti i ragazzi e, per renderla felice, va a liberarli in modo che possano ritornare da lei. Poiché Ned non si sveglia, Gordy e Cookie scrivono un biglietto per Moze con scritto che piace a Ned e lo spediscono fuori dalla finestra in modo che cada ai piedi di Moze, che sta per dare la risposta a Feymen. Moze legge il biglietto e gli dice di ritornare in Brasile per giocare a calcio, per la felicità dello stesso ragazzo. Ned e Moze si vengono incontro per dichiararsi l'un l'altro, ma in quel momento appare Suzie che informa gli amici che sarebbe ritornata a scuola con loro.

## Citazioni e riferimenti
- L'episodio Dodgeball è una parodia dei film Balle Spaziali e Palle al balzo. Non mancano riferimenti alla trilogia Star Wars: Cookie è vestito come Dart Fener mentre la Dirga pronuncia la frase "Usa la forza".
- Nell'episodio Halloween Ned, Moze e Cookie gridano spaventati come Macaulay Culkin (Kevin McCallister) in Mamma, ho perso l'aereo.
- Nell'episodio Vendetta gli amici di Ned lo implorano di diventare "Il vendicatore" e gli danno un impermeabile nero, degli stivaletti neri e degli occhiali scuri, stesso abbigliamento che indossava Neo nella trilogia di Matrix.
- Nell'episodio Falegnameria, Cookie è inseguito da una sega infernale di nome Christine, un chiaro riferimento Christine. La macchina infernale di Stephen King
- Nell'episodio Classe di arte, l'insegnante d'arte è stato reso simile a Andy Warhol
- Nell'episodio Ritorno a casa, il timer in fondo a sinistra dello schermo accompagna l'intero episodio facendo riferimento alla popolare trasmissione americana 24 (serie televisiva).
- Nell'episodio L'autobus, Loomer e i suoi si burlano di Albert mentre dorme come la Torcia Umana si burla della Cosa nel film I Fantastici Quattro.
- Nell'episodio Un diavolo per capello, il signor Kwest ritaglia strane figure a gran velocità come Edward mani di forbice.
- Nell'episodio I ragazzi Gordy organizza un finto viaggio nel tempo nel passato, presente e futuro della Polk, con evidente riferimento al Canto di Natale di Charles Dickens.
- Nell'episodio Lettura vengono nominati i romanzi di Ann Brashares Quattro amiche e un paio di jeans, Prosciutto e uova verdi di Dr. Seuss e Jane Eyre di Charlotte Brontë.
- Nell'episodio Raccolta fondi c'è un chiaro riferimento a La fabbrica di cioccolato, quando Willy Wonka nasconde i biglietti d'oro nelle tavolette di cioccolato.
- Nell'episodio Gite, segni, permessi e donnole, il costume di Cookie fa riferimento a Blue Falcon, un cartone americano la cui maschera somiglia a quella di Spider Man (Stesso Cookie impersonifica se stesso in Peter Parker, e Lisa Zemo in Mary Jane Watson).